# Alternativet (Denemarken)
Alternativet (Nederlands: Het Alternatief) is een Deense politieke partij. 

## Geschiedenis
Alternativet werd in november 2013 opgericht door voormalig minister van Cultuur Uffe Elbæk, die voordien lid was van de partij Radikale Venstre, en voormalig vakbondsvrouw Josephine Fock. De partij beschouwde zich aanvankelijk als links én rechts; zij wilde haar politieke richting in samenwerking met het volk bepalen en ontwikkelde voor dat doel zogenaamde "politieke laboratoria". Belangrijke partijpunten waren onder meer klimaatmitigatie en het bewerkstelligen van een nieuwe politieke cultuur.
Met Uffe Elbæk als lijsttrekker trad Alternativet bij de Deense parlementsverkiezingen van 2015 voor het eerst aan. De partij slaagde erin 4,8% van de stemmen te behalen en veroverde 9 zetels in de Folketing, het Deense parlement. Vier jaar later, bij de verkiezingen van 2019, was Elbæk opnieuw lijsttrekker, maar viel de partij terug naar 5 zetels (3% van de stemmen).
In december 2019 kondigde Elbæk zijn vertrek als partijleider aan, waarna hij in februari 2020 werd opgevolgd door Josephine Fock. Fock kwam echter in opspraak toen zij werd beschuldigd van agressief gedrag, zowel verbaal als fysiek, in haar periode als parlementslid (2015–2018). Fock ontkende, maar de kwestie liep hoog op en zorgde binnen de partij voor grote verdeeldheid: verschillende partijgenoten steunden de kritiek op Fock, terwijl een meerderheid van het partijbestuur juist het vertrouwen in haar uitsprak. In maart 2020 verlieten vier van de vijf parlementsleden, waaronder Elbæk, de partij en bleef de Alternativet-fractie over met slechts één parlementslid: Torsten Gejl.
In november 2020 trad Fock af als partijleider, waarop de functie tijdelijk werd waargenomen door Gejl. In februari 2021 werd Franciska Rosenkilde verkozen als de nieuwe leider. Onder haar leiding kwam de partij bij de verkiezingen van 2022 uit op 6 zetels.

## Parlementsleden

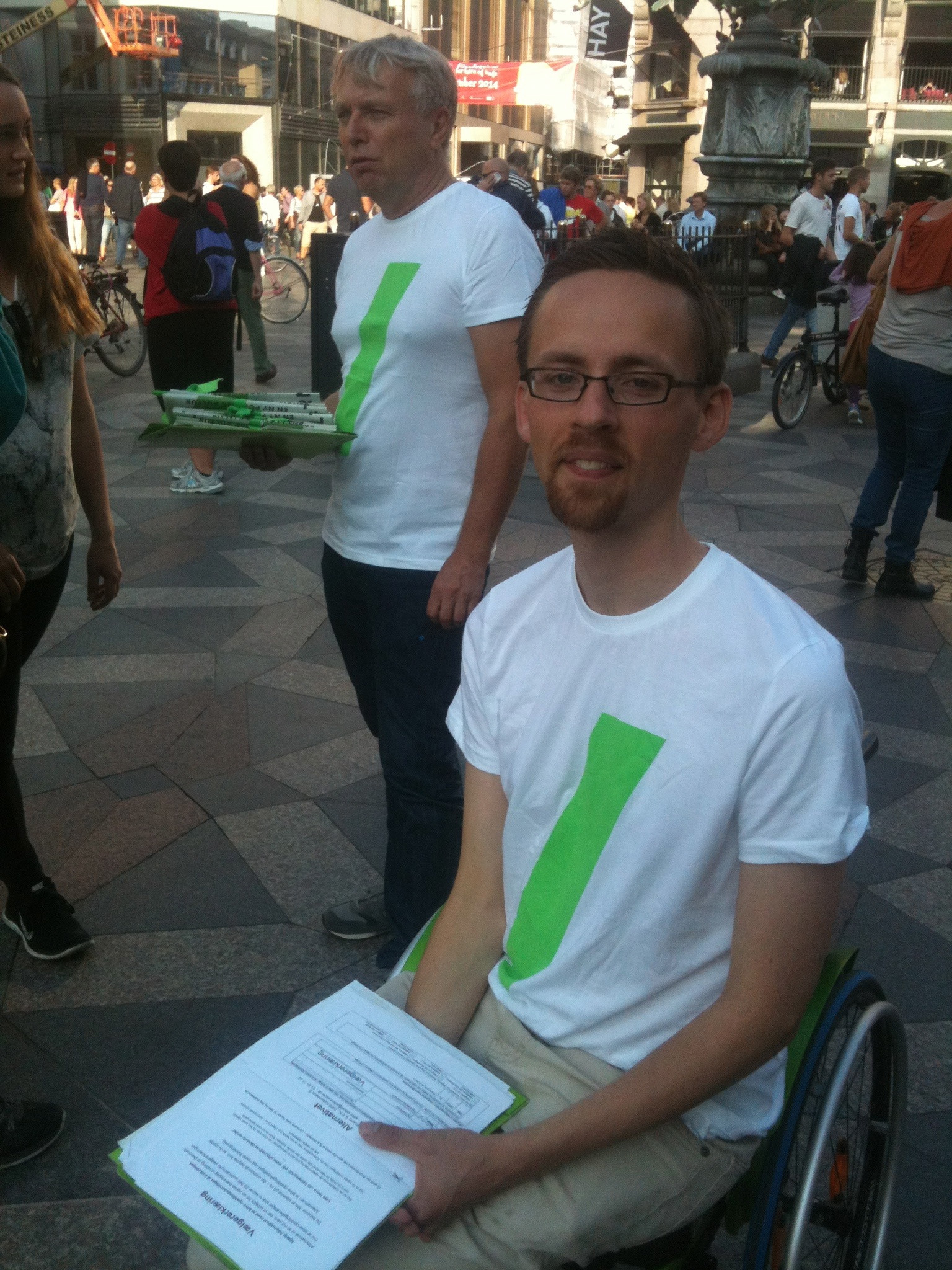
Rune Wingård (voorgrond) en Uffe Elbæk verzamelen handtekeningen in Kopenhagen in 2014

Parlementsleden na de verkiezingen van 2015:
- Uffe Elbæk (fractievoorzitter)
- Rasmus Nordqvist
- Josephine Fock
- René Gade
- Torsten Gejl
- Nikolaj Amstrup
- Ulla Sandbæk
- Carolina Magdalene Maier
- Christian Poll

Parlementsleden na de verkiezingen van 2019:
- Torsten Gejl (fractievoorzitter, vanaf 9 maart 2020)
- Uffe Elbæk (fractievoorzitter, tot 9 maart 2020)
- Rasmus Nordqvist (tot 9 maart 2020)
- Sikandar Siddique (tot 9 maart 2020)
- Susanne Zimmer (tot 9 maart 2020)

Parlementsleden na de verkiezingen van 2022:
- Franciska Rosenkilde (fractievoorzitter)
- Sasha Faxe
- Torsten Gejl
- Helene Liliendahl Brydensholt
- Christina Olumeko
- Theresa Scavenius